# 박진영 (1994년)
박진영(한국 한자: 朴珍榮, 1994년 9월 22일~)은 대한민국의 가수이자 배우로 보이 그룹 GOT7의 멤버이다. 데뷔 당시에 JR.라는 예명으로 활동하다가, 2016년 8월 16일에 활동명을 예명 'JR.'에서 진영으로 변경했음을 밝혔다.

## 같이 보기
- GOT7의 음반 목록
- GOT7의 음반 내용과 참여 목록
- GOT7의 음반 외 활동 목록
- GOT7의 수상 목록
- JJ Project의 음반 목록
- JJ Project의 음반 외 활동 목록